# Global Minimum Wage
Het Global Minimum Wage is een wereldwijd minimumloon dat sommige politici en activisten willen invoeren voor een in hun ogen eerlijkere handel. Sommige politici in geïndustrialiseerde landen willen dit invoeren omdat er nu ook veel geschoolde banen verloren gaan naar landen waar het loon een fractie is van dat in het Westen. Activisten zijn er ook voorstander van omdat zij hopen op verbetering van de omstandigheden van de arbeiders in de Derde Wereld.